# Făcălețești
Făcălețești – wieś w Rumunii, w okręgu Ardżesz, w gminie Cocu. W 2011 roku liczyła 270 mieszkańców.